# Juan Bautista Arismendi
Pour les articles homonymes, voir Arismendi.
Juan Bautista Arismendi, né le 15 mars 1775 à La Asunción, État de Nueva Esparta, et mort le 22 juin 1841 à Caracas, est un militaire espagnol puis vénézuélien, combattant patriote lors de la guerre d'indépendance du Venezuela.